# Acrapex brunneella
Acrapex brunneella is een vlinder van de familie van de uilen (Noctuidae). De wetenschappelijke naam van deze soort is voor het eerst voorgesteld door Bruno Pierre Le Ru in een publicatie uit 2014.

## Verspreiding
De soort komt voor in Oeganda, Kenia en Malawi.

## Waardplanten
De rups leeft op Cymbopogon pospischilii (Poaceae).